# Magasinet Mobil
Magasinet Mobil er et landsdækkende månedsmagasin (udgives 12 gange årligt) specielt dedikeret til mobil kommunikation, der udgives af Mediaprovider. Magasinet kan findes overalt i landet, og udkommer i flere tusinde eksemplarer hver måned. Magasinets læsere varierer vidt – fra unge teknikinteresserede mennesker til den ældre del af populationen. Men også mobilproducenterne og mobiloperatørerne læser magasinet.
Magasinet kommer oprindeligt fra Sverige, og foruden den svenske og danske udgave, findes også en engelsksproget udgave af hjemmesiden, hvor nyheder og anmeldelser oversættes fra den svenske side.
Magasinet så dagens lys i år 2000. Dets ansvarshavende chefredaktør er Steen Jørgensen (tidl. Brian Dixen, som nu er udviklingsdirektør i Mediaprovider og udgivelsesansvarlig for magasinet, og som også er kendt som mobiltelefon- og kameraekspert i bl.a. Ekstra Bladet, gratisavisen 24timer samt TV 2s Go'morgen Danmark), hvis tidligere plads på bladet var redaktør.